# Schießplatzgraben
El Schießplatzgraben és un petit riu de l'estat d'Hamburg a Alemanya.
Neix a Lurup a la conca de dipòsit construïda a la confluència del Vorhorngraben i del Lüttkampgraben i desemboca al Mühlenau al mateix nucli. Fa part de la conca de l'Alster. Forma la frontera entre Lurup i Bahrenfeld. El seu nom significa rierol del camp de tir. El 2007, durant una consultació pública sobre l'aprofitament del Volkspark, un representant de l'organització per la protecció de la natura NABU, entre altres interventors, va defensar la renaturalització del riu, de la conca de retenció i dels seus afluents.
Fotos del naixement cap a la desembocadura:

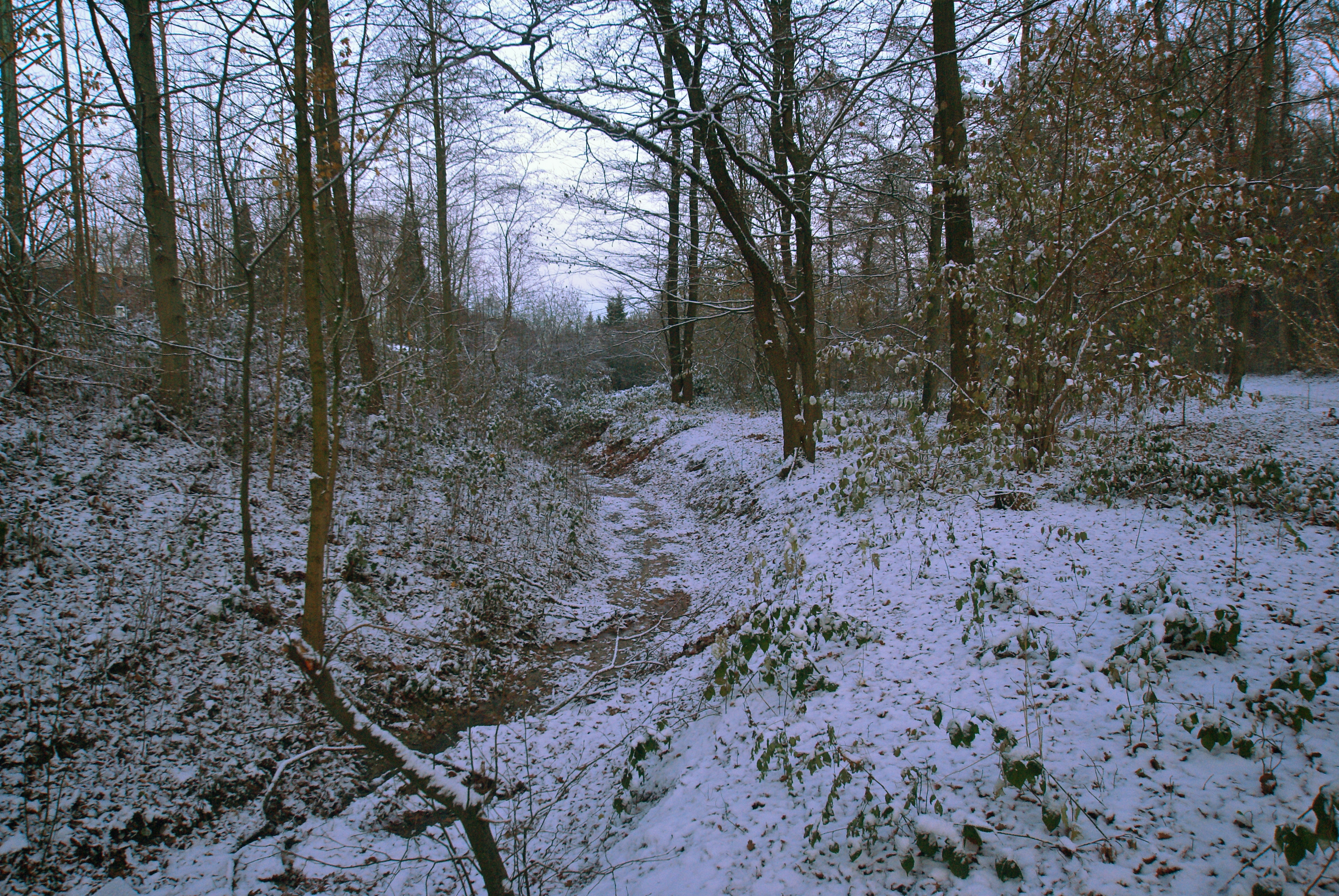
El riu al Volkspark a la frontera entre Lurup i Bahrenfeld
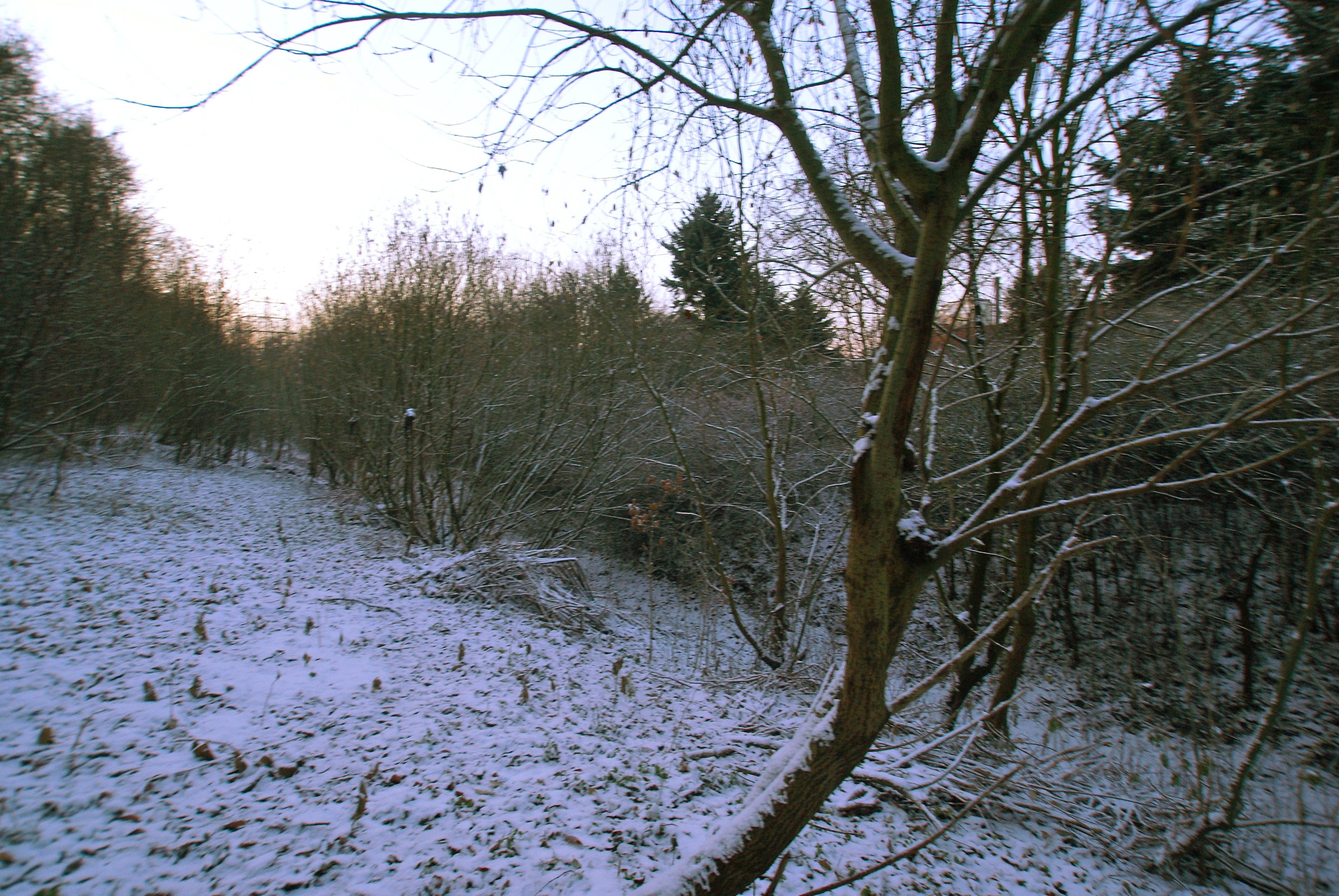
La vall del riu
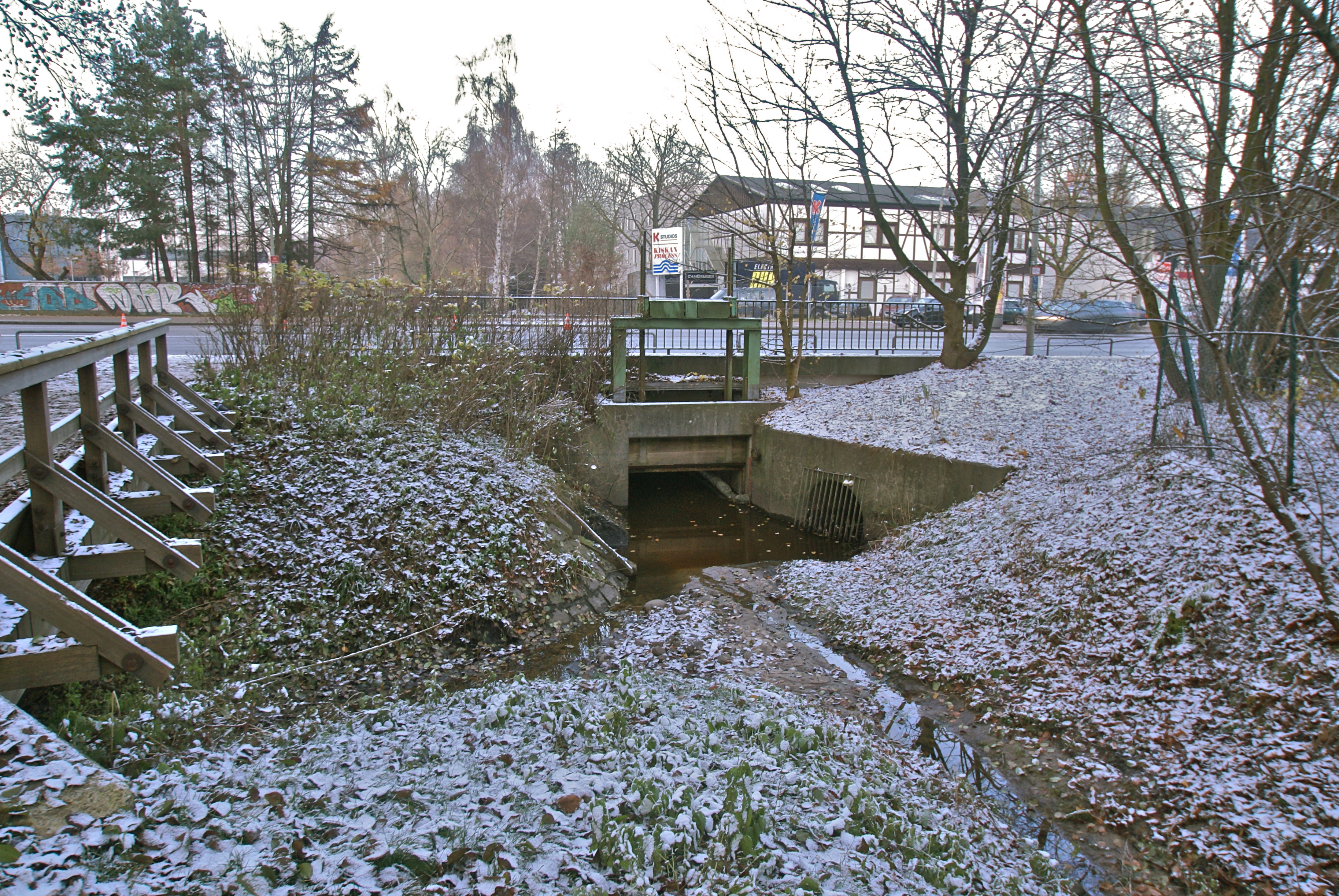
Confluència amb el Mühlenau